# Herb Lęborka
Herb Lęborka – jeden z symboli miasta Lębork w postaci herbu.

## Wygląd i symbolika
Herb przedstawia fragment białych średniowiecznych murów miejskich z niebieskimi dachami oraz złoty lew, głową zwrócony w swoje lewo, poniżej zielone podłoże i błękitne wody rzeki Łeby. Całość znajduje się na czerwonej tarczy herbowej.
Lew symbolizuje opiekuna zamku krzyżackiego w mieście, białe mury miejskie symbolizują zamek krzyżacki w Lęborku.

## Kontrowersje
Według Komisji Heraldycznej herb Lęborka zawiera szereg błędów, odbiegających od standardów heraldycznych.